# Friedrich Porczk
Friedrich Porczk (1384 urkundlich genannt) war ein sächsischer Amtshauptmann.

## Leben
Er stammte aus einem Adelsgeschlecht.
Im Jahre 1384 wird er als Amtshauptmann des sächsischen Amtes Delitzsch urkundlich erwähnt.